# 마벨스 매리드 라이프
마벨스 매리드 라이프(Mabel's Married Life)는 미국에서 제작된 찰리 채플린 감독의 1914년 영화이다. 찰리 채플린 등이 주연으로 출연하였고 맥 세네트 등이 제작에 참여하였다.

## 출연

### 주연
- 찰리 채플린

### 조연
- 마벨 노맨드
- 맥 스웨인
- Eva Nelson
- 행크 만
- 찰스 머레이
- 해리 맥코이
- 월레스 맥도널드
- 알 세인트 존